# Akame ga Kill!
Akame ga Kill! (jap. アカメが斬る！, dt. „Akame tötet/schneidet!“) ist eine Mangaserie von Takahiro und Tetsuya Tashiro, die seit 2010 in Japan erscheint. Die Shōnen-Serie wurde in Form einer Anime-Fernsehserie umgesetzt und unter anderem ins Deutsche übersetzt. Die deutsche Fernsehveröffentlichung lief unter dem Titel Akame ga Kill – Schwerter der Assassinen.

## Handlung
Der junge Schwertkämpfer Tatsumi (タツミ) reist gemeinsam mit zwei Kameraden in die Kaiserstadt. Sie wollen in der Kaiserstadt Geld verdienen um ihrem Dorf zu helfen. Doch in der Stadt herrschen Willkür und Gewalt, seit Minister Honest den jungen Kaiser in seinem Sinne manipuliert. Die Mächtigen beuten die Armen aus, foltern und töten sie zu ihrem Vergnügen. So werden auch Tatsumi und seine Kameraden zunächst bei einem Raubüberfall getrennt, dann wird Tatsumi überlistet und verliert sein Geld und gerät wie zuvor seine Kameraden in die Fänge einer der reichen Familien. Doch er kann mit der Hilfe von Night Raid entkommen, einer Gruppe von Auftragsmördern. Diese bestehen aus der Schwertkämpferin Akame, der mit Scheren kämpfenden Sheele, dem Kämpfer Bulat, die Scharfschützin Mine, dem mit Fäden tötenden Lubbock, Leone mit tierischen Fähigkeiten und der Anführerin Najenda. Sie nehmen Tatsumi in ihre Gruppe auf, die zur Untergrundbewegung gehört, die gegen Minister Honest kämpft.
Alle bei Night Raid verfügen über ein Teigu. Diese Gegenstände – Waffen oder Alltagsgegenstände – wurden vor 900 Jahren durch Alchemie geschaffen und verleihen ihren Trägern besondere Fähigkeiten. Viele von ihnen sind über die Zeit verloren gegangen und nicht jeder kann die Macht eines Teigu kontrollieren. Nach einem Kampf mit den Männern Honests, bei dem Bulat starb, erhält Tatsumi seinen Teigu. Um der Bedrohung durch Night Raid zu begegnen, beauftragt Honest General Esdeath selbst eine Truppe aus Teigu-Trägern zusammenzustellen, um gegen Night Raid vorzugehen.

## Veröffentlichung
Die von Takahiro geschriebene und von Tetsuya Tashiro illustrierte Serie erscheint seit März 2010 beim Verlag Square Enix im Magazin Gangan Joker. Die Kapitel wurden auch in bisher 14 Sammelbänden herausgebracht. Diese verkauften sich in den ersten Wochen nach ihrem Erscheinen etwa 150.000 mal. Mit Erscheinen des 14. Bandes im August 2016 wurde bekannt, dass der 15. Band, der für Winter 2016 angekündigt wurde, der letzte sein wird. Mit dem 15. Band wurde die Serie dann am 22. Dezember 2016 abgeschlossen. Bis August 2016 verkauften sich die Bände von Akame ga Kill! sowie Akame ga Kill! Zero insgesamt über 3,3 Millionen Mal.
Eine deutsche Übersetzung erschien zwischen Mai 2016 und September 2018 komplett bei Kazé Manga. Bei Yen Press erscheint eine englische Übersetzung, bei Kurokawa eine französische, bei Norma Editorial eine spanische und bei Ching Win Publishing eine chinesische.
Von Oktober 2013 bis Januar 2019 wurde im Gekkan Big Gangan, auch bei Square Enix, die Vorgeschichte der Serie mit dem Titel Akame ga Kill! Zero veröffentlicht. Die Sammelbandausgabe umfasst insgesamt zehn Bände und wurde ins Englische und Französische übersetzt. In Japan verkauften sich die Bände je etwa 50.000 mal. Eine deutsche Ausgabe von Akame ga Kill! Zero erschien von November 2018 bis Mai 2020 bei Kazé mit allen zehn Bänden.
Von Juni 2017 bis Juni 2022 erschien im Gekkan Big Gangan eine Vorgeschichte zur Serie unter dem Titel Hinowa ga Yuku (ヒノワが征く！), die auch in insgesamt acht Sammelbänden herausgegeben wurde. Eine deutsche Übersetzung erschien als Hinowa ga Crush! von Mai 2021 bis September 2023 bei Kazé bzw. Crunchyroll. Yen Press bringt eine englische Fassung heraus, Kurokawa eine französische, Norma Editorial eine spanische und Planet Manga eine italienische.
| Band                | Japanisch        | Japanisch               | Deutsch          | Deutsch                 |
| Band                | Veröffentlichung | ISBN                    | Veröffentlichung | ISBN                    |
| ------------------- | ---------------- | ----------------------- | ---------------- | ----------------------- |
| 1                   | 21. Aug. 2010    | ISBN 978-4-7575-2980-9. | 4. Mai 2016      | ISBN 978-2-88921-739-7. |
| 2                   | 22. Jan. 2011    | ISBN 978-4-7575-3129-1. | 1. Juli 2016     | ISBN 978-2-88921-740-3. |
| 3                   | 21. Mai 2011     | ISBN 978-4-7575-3238-0. | 1. Sep. 2016     | ISBN 978-2-88921-741-0. |
| 4                   | 21. Jan. 2012    | ISBN 978-4-7575-3482-7. | 3. Nov. 2016     | ISBN 978-2-88921-742-7. |
| 5                   | 21. Apr. 2012    | ISBN 978-4-7575-3570-1. | 12. Jan. 2017    | ISBN 978-2-88921-743-4. |
| 6                   | 22. Sep. 2012    | ISBN 978-4-7575-3736-1. | 2. März 2017     | ISBN 978-2-88921-744-1. |
| 7                   | 22. Feb. 2013    | ISBN 978-4-7575-3881-8. | 4. Mai 2017      | ISBN 978-2-88921-745-8. |
| 8                   | 22. Juli 2013    | ISBN 978-4-7575-4011-8. | 29. Juni 2017    | ISBN 978-2-88921-746-5. |
| 9                   | 22. Jan. 2014    | ISBN 978-4-7575-4206-8. | 7. Sep. 2017     | ISBN 978-2-88921-747-2. |
| 10                  | 21. Juni 2014    | ISBN 978-4-7575-4338-6. | 2. Nov. 2017     | ISBN 978-2-88921-748-9. |
| 11                  | 22. Dez. 2014    | ISBN 978-4-7575-4505-2. | 11. Jan. 2018    | ISBN 978-2-88921-749-6. |
| 12                  | 22. Juli 2015    | ISBN 978-4-7575-4693-6. | 1. März 2018     | ISBN 978-2-88921-750-2. |
| 13                  | 22. Jan. 2016    | ISBN 978-4-7575-4863-3. | 3. Mai 2018      | ISBN 978-2-88921-673-4. |
| 14                  | 22. Aug. 2016    | ISBN 978-4-7575-5080-3. | 5. Juli 2018     | ISBN 978-2-88921-674-1. |
| 15                  | 22. Feb. 2017    | ISBN 978-4-7575-5249-4. | 6. Sep. 2018     | ISBN 978-2-88921-675-8. |
| Akame ga Kill! Zero |                  |                         |                  |                         |
| 1                   | 21. Juni 2014    | ISBN 978-4-7575-4339-3. | 2. Nov. 2018     | ISBN 978-2-88951-117-4. |
| 2                   | 22. Dez. 2014    | ISBN 978-4-7575-4506-9. | 10. Jan. 2019    | ISBN 978-2-88951-118-1. |
| 3                   | 22. Juli 2015    | ISBN 978-4-7575-4694-3. | 7. März 2019     | ISBN 978-2-88951-119-8. |
| 4                   | 22. Jan. 2016    | ISBN 978-4-7575-4864-0. | 2. Mai 2019      | ISBN 978-2-88951-120-4. |
| 5                   | 22. Aug. 2016    | ISBN 978-4-7575-5081-0. | 4. Juli 2019     | ISBN 978-2-88951-121-1  |
| 6                   | 22. Feb. 2017    | ISBN 978-4-7575-5250-0. | 5. Sep. 2019     | ISBN 978-2-88951-122-8  |
| 7                   | 25. Aug. 2017    | ISBN 978-4-7575-5457-3. | 7. Nov. 2019     | ISBN 978-2-88951-123-5  |
| 8                   | 25. Dez. 2017    | ISBN 978-4-7575-5564-8. | 16. Jan. 2020    | ISBN 978-2-88951-124-2  |
| 9                   | 25. Aug. 2018    | ISBN 978-4-7575-5827-4. | 5. März 2020     | ISBN 978-2-88951-125-9  |
| 10                  | 25. Apr. 2019    | ISBN 978-4-7575-6104-5. | 7. Mai 2020      | ISBN 978-2-88951-126-6  |
| Hinowa ga CRUSH!    |                  |                         |                  |                         |
| 1                   | 25. Dez. 2017    | ISBN 978-4-7575-5565-5  | 6. Mai 2021      | ISBN 978-2-88951-405-2  |
| 2                   | 25. Aug. 2018    | ISBN 978-4-7575-5828-1  | 1. Juli 2021     | ISBN 978-2-88951-406-9  |
| 3                   | 25. Apr. 2019    | ISBN 978-4-7575-6105-2  | 2. Sep. 2021     | ISBN 978-2-88951-407-6  |
| 4                   | 25. Dez. 2019    | ISBN 978-4-7575-6449-7  | 4. Nov. 2021     | ISBN 978-2-88951-408-3  |
| 5                   | 25. Aug. 2020    | ISBN 978-4-7575-6814-3  | 13. Jan. 2022    | ISBN 978-2-88951-409-0  |
| 6                   | 25. März 2021    | ISBN 978-4-7575-7171-6  | 3. März 2022     | ISBN 978-2-88951-410-6  |
| 7                   | 25. Dez. 2021    | ISBN 978-4-7575-7657-5  | 9. März 2023     | ISBN 978-2-88951-411-3  |
| 8                   | 25. Aug. 2022    | ISBN 978-4-7575-8093-0  | 7. Sep. 2023     | ISBN 978-2-88951-412-0  |

## Anime-Adaption
Im Jahr 2014 entstand bei Studio White Fox unter der Regie von Tomoki Kobayashi eine Anime-Adaption des Manga. Für die Serienkomposition war Makoto Uezu verantwortlich. Das Charakterdesign stammt von Kazuhisa Nakamura und die künstlerische Leitung lag bei Yoshito Takamine.
Die Serie wurde erstmals vom 7. Juli bis 15. Dezember 2014 bei Tokyo MX gezeigt. Mit wenigen Tagen Abstand folgte die Ausstrahlung durch MBS, BS11 und AT-X. Eine englische Synchronfassung wurde von Cartoon Network im Programmblock Adult Swim gezeigt und auf den Plattformen Crunchyroll und The Anime Network veröffentlicht. Der Sender Hero zeigte den Anime auf den Philippinen und bei The Anime Network war auch eine französische Fassung zugänglich. Peppermint Anime veröffentlichte Akame ga Kill! auf Deutsch über seine Streaming-Plattform, über Netflix und auf Kaufmedien.
ProSieben Maxx zeigte die Serie unter dem Titel Akame ga Kill – Schwerter der Assassinen vom 27. Mai bis 6. November 2015 im deutschen Fernsehen mit Wiederholungen 2016 und 2017.

### Synchronisation
Die deutsche Synchronisation entstand bei Metz-Neun Synchron.
| Rolle   | japanischer Sprecher (Seiyū) | deutscher Sprecher      |
| ------- | ---------------------------- | ----------------------- |
| Tatsumi | Sōma Saitō                   | Louis Friedemann Thiele |
| Akame   | Sora Amamiya                 | Marieke Oeffinger       |
| Mine    | Yukari Tamura                | Rieke Werner            |
| Leone   | Yū Asakawa                   | Nina Amerschläger       |
| Sheele  | Mamiko Noto                  | Dagmar Bittner          |
| Lubbock | Yoshitsugu Matsuoka          | Benjamin Stolz          |
| Bulat   | Katsuyuki Konishi            | Erik Borner             |
| Najenda | Risa Mizuno                  | Katrin Laksberg         |
| Susanoo | Misato Fukuen                | Phil Daub               |

### Musik
Die Musik der Serie wurde komponiert von Taku Iwasaki. Für die Vorspanne verwendete man Skyreach von Sora Amamiya und Liar Mask von Rika Mayama. Die Abspanne sind unterlegt mit den Liedern Konna Sekai, Shiritakunakatta. (こんな世界、知りたくなかった。) von Miku Sawai und Tsuki Akari (月灯り) von Sora Amamiya.